# Sandur
Sandur er en færøsk bygd på øen Sandoy. Bygden er den eneste bebyggelse i
Sands kommuna. Sandur havde 516 indbyggere i 1. januar 2025.
Der er fiskerihavn, fiskefiletfabrik, bank, posthus, tøjforretning, tankstationer, bilværksted, købmand, bibliotek, skole, børnehave og et plejehjem i bygden.
De fredede klitter "mølheyggjar" ved Sandur, er dannet i et samspil mellem sand og vegetation, som føres til stedet af vinden. Der vokser planter og levende insekter, som ikke findes andre steder i på Færøerne.

## Kultur
I 1988 købte Sands fornminnissavn et ældre færøsk hus Norðara Koyta, og ombyggede det til lokalmuseum. Desuden ejer foreningen også den gamle købmandsbutik handilin á Grótteigum, som købmanden Jóhan Mortensen fra Tvøroyri lod bygge, efter at den frie handel i 1856 blev tilladt på Færøerne.
Kunstmuseet Listasavnið á Sandi blev oprettet i 2006 og huser kunstsamleren Sofus Olsens private samling af værker af færøske kunstnere, som han har doneret til museet.
Der blev stiftet en ungdomsforening i 1923 og klubhuset "Virkið" blev bygget i 1953 og er siden blevet ombygget og udvidet.

## Kirken
Arkæologiske udgravninger under Sands kirkja viser, at før denne har der været flere andre kirker, den første blev bygget omkring 1100. Den nuærende kirke fra 1839, er en af de gamle færøske trækirker. En påsat brand forårsagede i 1988, at en del af kirken brændte. Den nedbrændte del blev genopbygget, og den nuværende kirke er en nøjagtig kopi af den fra 1839. Den er af bræddeklædt, sorttjæret tømmer, med græstag lagt på birkebark, og en hvidtagrytter i vestenden. Indvendig står kirken i umalet træ. I de sidste år er der foretaget udgravninger nord for kirken, og man har fundet beviser for bosættelser fra omkring år 900.

## Historie
Arkæologiske undersøgelser har påvist bosættelse i området allerede fra 300-500-tallet, og dermed er Sandur blandt landets ældste bygder.
Sandur har helt fra landnamstiden omkring 825, været hovedbygden på øen, og har 13 gamle býlingar.
Øens gamle tingsted ligger i Trøðum, hvor Tingsteinurin (Tingstenen) med indhuggede initialer og årstallet 1789 stadig kan ses.
I 1863 blev en møntskat fundet i forbindelse med en begravelse på kirkegården. Af de 98 sølvmønter er de ældste fra ca. år 1000. Møntskatten er i dag udstillet på Færøernes Nationalmuseum iThorshavn. I 1969-70 blev en arkæologisk udgravning udført under den nuværende kirke, og man fandt rester af fem ældre kirker, den ældste en stavkirke fra ca. år 1100. De sidste år er der foretaget udgravninger nord for kirken, og man har fundet beviser for bosættelser fra omkring år 900.
Skálavík, Húsavík, Skúvoy og Skopun blev udskilt som egne kommuner fra Sands kommuna i 1930.

## Trafik
Der er vejforbindelse fra Streymoy via Gamlarætt gennem Sandoyartunnilin til den sydlige tunnelportal i Traðardalur. Derfra køres sydpå ad vej 12 langs søen Sandsvatn til Sandur. Med åbningen af Sandoyartunnilin blev busrute 650 indført mellem Sandur og Tórshavn. Der er busforbindelser til alle øens bygder.
Fra Sandur sejler personfærgen M/S Sildberin til naboøen Skúvoy.

## Turisme
Campingpladsen á Munkinum er den eneste på Sandoy. Derfor er Sandur det foretrukne sted for mange besøgende under deres ophold på øen. Derudover er der fiskeområderne Sandsvatn og Gróthúsvatn, hvor der et rigt fugleliv og gode fangstmuligheder for lystfiskerne. Om sommeren er der bådsture fra Sandur til fuglefjeldene vest for Sandoy.
På grund af øens gunstige topografi er vandreturene også velegnede for normale vandrere og cyklister. Særligt anbefalede er udflugterne til vestkysten til Søltuvík, til Skarvanes i syd (hvor der er noget mere udfordrende vandremuligheder) og Húsavík på østkysten.

## Galleri
- Lokalmuseet
- Klitterne ved Sandur
- Stranden ved Sandur
- Kartoffelmark ved Sandur
- MF Sildberin